# Ophioceres huttoni
Ophioceres huttoni is een slangster uit de familie Ophiolepididae.
De wetenschappelijke naam van de soort werd in 1899 gepubliceerd door H. Farquhar.